# 投射
投射（英語：projection）是一种心理防御机制，一个人下意识地否认自身不良的思绪、动机、欲望或情感，而将責任推卸給外部世界以及其他人。因此，投射包含想象。 这种行为的一个例子是自己失败後反而去指责他人，認為是他人造成自己的失敗。这一理论是由西格蒙德·弗洛伊德在他写给威廉佛里斯的信中提出 - 并由他的女儿安娜·弗洛伊德进一步细化；因此，有时称为弗洛伊德投射。
一些說法認為，從事霸凌行為的人，可能在事實上藉由欺負他人，將自己脆弱的一面投射到他人身上，盡管霸凌加害者對他人的詆毀，通常都針對受害者，但這類言行真正的來源幾乎總是加害者自身的不安全感或心理脆弱的一面。這種用以取代負面情感的侵略性的投射，可出現在任何層面上，大凡一個人小至個人人際關係，大至國際政治和武裝衝突等的各種表現，都有可能是這種投射的結果。